# 光中街道
光中街道，是中华人民共和国辽宁省大連市金州区下辖的一个乡镇级行政单位。1904年日俄战争南山会战在此地发生，现有南山日俄战争遗址。
2020年1月，原光明街道和中长街道合并成立光中街道。

## 行政区划
光中街道下辖以下地区：
和平社区、红旗社区、胜利东社区、胜利西社区、光明社区、金山社区、南山社区、芙蓉社区、体育场社区、花园社区、金东路社区、长兴路社区、迎湖社区、同济社区、天鸿社区、文润社区、佳福社区、南郡社区、中长村、东风村和和平村。